# Seznam vakcín proti covidu-19
Seznam vakcín proti covidu-19 obsahuje základní údaje o vakcínách proti onemocnění covid-19 způsobovanému virem SARS-CoV-2.
| Název                    | Jiný název    | Původce                                                  | Typ                        | Stav       | Schválena                                            | Podmínečně schválena | Počet dávek | Poznámky                            |
| ------------------------ | ------------- | -------------------------------------------------------- | -------------------------- | ---------- | ---------------------------------------------------- | -------------------- | ----------- | ----------------------------------- |
| ARCT-021                 | LUNAR-COV19   | Arcturus Therapeutics                                    | mRNA                       | testuje se |                                                      |                      |             |                                     |
| ARCT-154                 | VBC-COV19-154 | Arcturus Therapeutics                                    | mRNA                       | testuje se |                                                      |                      | 2           |                                     |
| COVI-VAC                 | CDX-005       | Codagenix, Inc.                                          | oslabený virus             | testuje se |                                                      |                      | 1           |                                     |
| ImmunityBio              | hAd5          | ImmunityBio                                              | vektorová                  | testuje se |                                                      |                      |             |                                     |
| Comirnaty                | tozinameran   | Pfizer, BioNTech                                         | mRNA                       | testuje se | Austrálie, Nový Zéland, Kanada, Saúdská Arábie, atd. | EU                   | 2           | Další název: Comirnaty.             |
| Sputnik V                | Gam-KOVID-Vak | Gamalejův institut                                       | vektorová                  | testuje se | Turkmenistán, Uzbekistán                             |                      |             |                                     |
| CureVac                  | CVnCoV        | CureVac, Koalice pro inovativní epidemickou připravenost | mRNA                       | testuje se |                                                      |                      |             |                                     |
| Johnson & Johnson        | Janssen       | Janssen Vaccines, Janssen Pharmaceuticals                | vektorová                  |            | Austrálie                                            | EU                   | 1           |                                     |
| Medicago-GlaxoSmithKline | CoVLP         | Medicago, GlaxoSmithKline                                | částice napodobující virus | testuje se |                                                      |                      |             |                                     |
| Moderna                  | Spikevax      | Moderna                                                  | mRNA                       | testuje se | Austrálie, Švýcarsko, Velká Británie                 | EU                   | 2           |                                     |
| NovaVax                  | NVX-CoV2373   | NovaVax, Koalice pro inovativní epidemickou připravenost | část patogenu              | testuje se |                                                      |                      |             | Další název: Covovax.               |
| Oxford–AstraZeneca       | AstraZeneca   | Oxfordská univerzita, AstraZeneca                        | vektorová                  | testuje se | Austrálie, Brazílie                                  | EU                   | 2           | Další označení: Vaxzevria, AZD1222. |
| Sanofi–GlaxoSmithKline   | VAT00002      | Sanofi, GlaxoSmithKline                                  | proteinová                 | testuje se |                                                      |                      |             |                                     |
| INO-4800                 |               | Inovio Pharmaceuticals                                   | DNA                        | testuje se |                                                      |                      |             |                                     |
| Covidful                 | IMBCAMS       | Peking Union Medical College                             | mrtvý virus                | testuje se |                                                      |                      |             |                                     |
| Soberana 02              | FINLAY-FR-2   | Finlay Institute                                         | konjugovaná                | testuje se |                                                      | Írán                 |             |                                     |
| BriLife                  | IIBR-100      | Izraelský institut pro biologický výzkum                 | vektorová                  |            |                                                      |                      |             |                                     |